# Voo TAP Portugal 425
O Voo TAP Portugal 425 (ICAO: TAP425 / IATA: TP425) foi um voo comercial entre Bruxelas e Funchal operado pela TAP Portugal, no dia 19 de Novembro de 1977, com um Boeing 727-282 que se acidentou após uma tentativa de aterragem no Aeroporto da Madeira sob condições meteorológicas desfavoráveis.
O acidente foi investigado pelo Gabinete de Prevenção e Investigação de Acidentes com Aeronaves (GPIAA), que apontou como causa a impossibilidade de parar completamente a aeronave até ao final do comprimento da pista, devido a diversos factores como condições meteorológicas desfavoráveis, aquaplanagem, velocidade de aproximação excessiva, "Flare" longo e comando direccional brusco após o toque na pista. Este acidente é conhecido como o segundo pior acidente aéreo de Portugal e o primeiro com fatalidades na história da TAP.

## Aeronave
A aeronave acidentada era do modelo Boeing 727-282B (Série 20 972), fabricado pela The Boeing Company no ano de 1975. No seu registo foi-lhe atribuída a matricula CS-TBR e o nome "Sacadura Cabral", em homenagem ao aviador português Artur de Sacadura Freire Cabral. O avião acumulou 6 154 horas de voo e efectuou 5 204 aterragens até ao dia do acidente.
Durante as investigações, constatou-se que a aeronave estava regulamentada e mantida conforme as recomendações de manutenção do fabricante, e também não foi encontrado nenhum defeito nos sistemas e componentes da aeronave.

## Acidente
No dia 19 de Novembro de 1977 a aeronave CS-TBR foi escalada para fazer o voo TAP420 (Lisboa/Bruxelas) e o voo TAP425 (Bruxelas/Lisboa/Funchal) com 8 tripulantes; durante o despacho foi reportada a possibilidade de mau tempo no Funchal. A aeronave fez os percursos entre Lisboa e Bruxelas e de Bruxelas de volta a Lisboa sem incidentes com o voo TAP425 descolando às 19h55 da pista em Lisboa para o último trecho do voo.
Às 21h24, durante o procedimento de aproximação da pista 06 de Funchal, a aeronave recebe comunicação da torre de controlo informando a possibilidade de aquela pista não servir naquele momento e, às 21h26, o comandante interrompe a aproximação por falta de visibilidade. A segunda tentativa foi realizada com intenção de aterrar na pista 24 e às 21h36 a aproximação é novamente interrompida por falta de visibilidade. Às 21h44 o piloto pergunta à torre do Funchal se tem as luzes sinalizadoras de pista na máxima intensidade, recebendo confirmação da mesma.
Às 21h47 a torre informa que o vento está calmo na pista 24 e pergunta a aeronave se intenciona aterrar nela, recebendo confirmação do piloto. A aproximação final foi executada a uma velocidade relativa de 278 km/h (150 kn) efetuando a aterragem com toque na pista a 628 m (2 060 ft) além da soleira deslocada, uma distancia muito além do normal. Durante o "Flare" o piloto efectua uma correcção direccional no leme e 15 segundos depois do toque o avião saiu pela cabeceira da pista a uma velocidade de 145,3 km/h (78,5 kn)
Este acidente provocou a morte de 6 dos 8 tripulantes e 125 do total de 156 passageiros que estavam a bordo. No dia seguinte a cauda do avião foi pintada, ocultando assim o logótipo da companhia aérea para evitar que o acidente desse origem a uma má imagem da companhia.
Após este acidente, o único com vítimas mortais da companhia TAP, a pista foi aumentada duas vezes e actualmente possui 2 781 metros de comprimento, alguns deles conseguidos através de pilares construídos sobre o mar, num projecto da autoria de António Segadães Tavares, premiado mundialmente graças a essa obra de grande mestria, que reviu e adaptou um projecto do engenheiro Edgar Cardoso, elaborado em 1980, aquando da primeira ampliação da pista para 1 600 metros de comprimento.